# 宇都宮市立横川西小学校
宇都宮市立横川西小学校（うつのみやしりつ よこかわにししょうがっこう）は、栃木県宇都宮市上横田町にある公立小学校。

## 沿革
- 1901年（明治34年）6月21日 - 横川尋常高等小学校から分離し、龍泉院を仮校舎として横川尋常小学校西校として開校。
- 1908年（明治41年）- 上横田の地に移転。
- 1910年（明治43年）7月1日 - 校舎を増築。
- 1916年（大正5年）- 運動場を拡張。
- 1920年（大正9年）- 野球部が県下少年野球大会で優勝。
- 1947年（昭和22年）- 学制改革により横川村立横川西小学校となる。
- 1954年（昭和29年）- 町村合併により宇都宮市立横川西小学校と改称。
- 1956年（昭和31年）- 宇都宮市初の完全給食が実施される。
- 1961年（昭和36年）- 新校歌制定（泉漾太郎作詞、平岡均之作曲）
- 1980年（昭和55年）4月8日 - 宇都宮市立陽光小学校新設により、今宮・江曽島5丁目の児童257名が転校。
- 1984年（昭和59年）4月1日 - 江曽島4丁目学区変更により、2-4年児童24名が陽光小学校へ転校。

## 教育方針
- 児童目標
  - げんきで　かしこく　やさしい子

## 校内
- 欅 第18回卒業生が卒業記念に植樹

## 通学区域
- 宇都宮市[1]
  - 江曽島町の一部
  - 上横田町の一部
  - 川田町の一部
  - 城南1-3丁目
  - 台新田1丁目
  - 台新田町
  - 西原町の一部
  - 横田新町

## 交通
- 東武鉄道宇都宮線 江曽島駅より東へ約2.0km
- JR東日本日光線 鶴田駅より東へ約3.0km
- JR東日本宇都宮線雀宮駅より北へ約3.3km
- 関東自動車 横川西小学校前バス停留所直ぐ

## 出身者
- 黒後愛 - バレーボール選手[2]
- 松下知之 - 競泳選手[3]、2024年パリオリンピック400m個人メドレー銀メダリスト